# Willard R. Espy

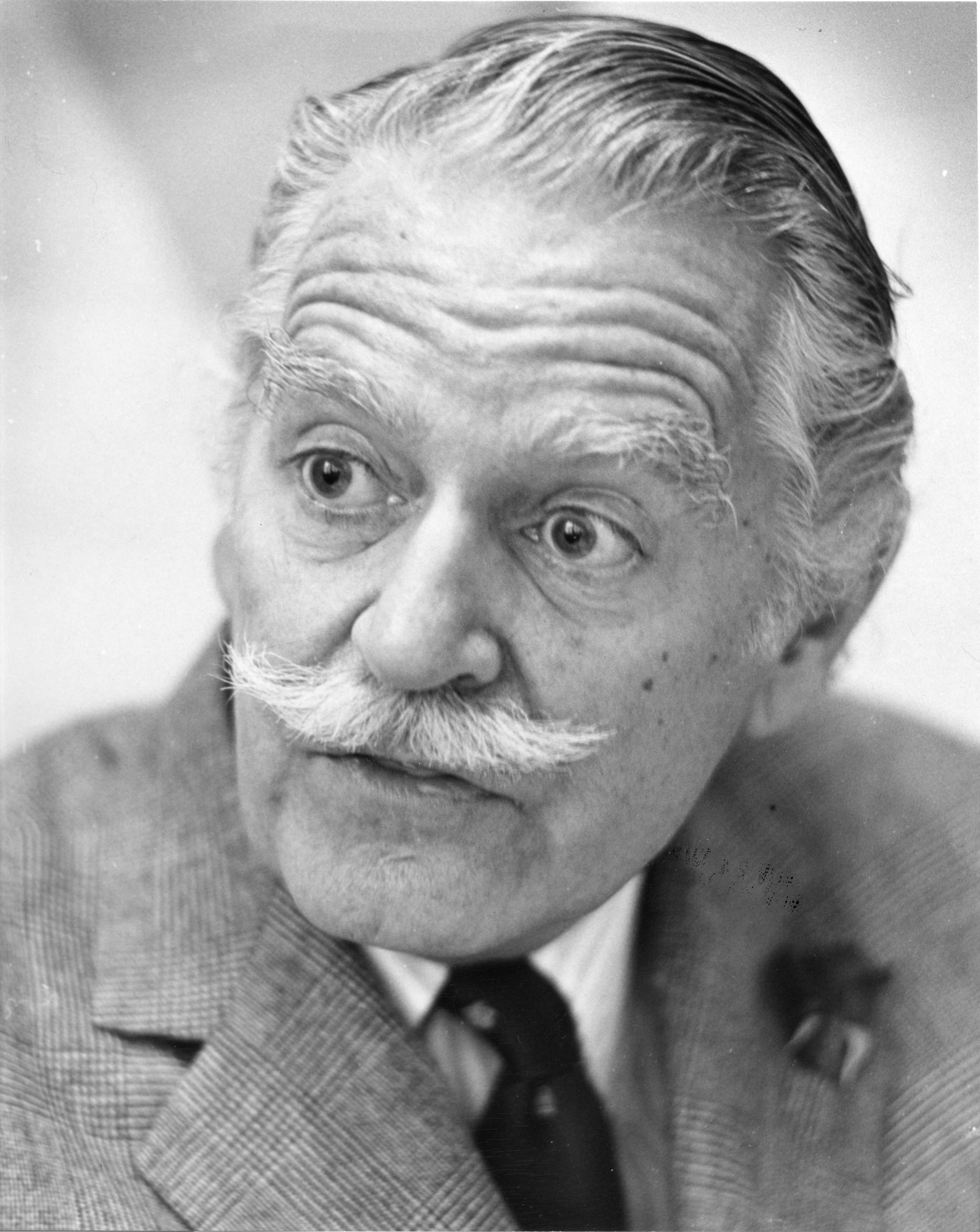
Willard R. Espy (1975)

Willard Richardson Espy (* 11. Dezember 1910 in Olympia, Washington; † 20. Februar 1999 in New York City, New York) war ein US-amerikanischer Herausgeber, Philologe, Autor, Dichter, und Heimatforscher.  Er war der bekannteste Wortspielsammler und -kommentierer seiner Zeit und ist besonders für seinen Bestseller Oysterville: Roads to Grandpa’s Village renommiert.

## Leben
Geboren wurde Willard Richardson Espy in Olympia, Washington, aufgewachsen ist er in Oysterville, Washington, einer kleinen Küstenstadt, die 1854 von seinem Großvater R. H. Espy gegründet worden war. Espy schloss das Studium an der University of Redlands im Jahre 1930; danach verbrachte er ein Jahr im Ausland und schrieb sich an der Sorbonne ein. 1941 wurde er von Reader’s Digest angeworben, und die nächsten sechzehn Jahre arbeitete er dort in verschiedenen Positionen, auch als Promotionsdirektor. Seine schriftstellerische Laufbahn begann in den späten 1960ern – schließlich schrieb er fünfzehn Bücher über Sprache und seine Gedichte und Artikeln erschienen regelmäßig in Punch, Reader’s Digest, The Atlantic Monthly, The Nation, und Word Ways: The Journal of Recreational Linguistics.  Seine komische Lyrik wird oft mit der von Lewis Carroll, W. S. Gilbert, Ogden Nash und Cole Porter verglichen.
Später in seinem Leben teilte Espy seine Zeit zwischen Manhattan und Oysterville, wo er Bestseller Bücher über Heimatgeschichte (darunter Oysterville: Roads to Grandpa’s Village in 1977 und Skulduggery on Shoalwater Bay in 1998) schrieb.
Zwei seiner Bücher über Wortspiel, The Game of Words und An Almanac of Words at Play, wurde an den Governor’s Writers Day Awards (nun die Washington State Book Awards) geehrt.
1999 starb Espy in einem New York City Krankenhaus im Alter von 88.  Seine Tochter Freddy Medora Espy war die erste Frau Redakteurs George Plimpton.

## Werke
- The Game of Words (1971) (ISBN 0-7234-0173-X)
- Oysterville: Roads to Grandpa’s Village (1976) (ISBN 0-517-52196-2)
- The Game of Words (1972) (ISBN 0-448-01196-4)
- Omak Me Yours Tonight, or, Ilwaco million miles for one of your smiles: A Ballard of Washington State (1973) (ISBN 0-9634294-1-8)
- An Almanac of Words at Play (1975) (ISBN 0-517-52463-5)
- The Life and Works of Mr. Anonymous (1977) (ISBN 0-380-45047-X)
- O Thou Improper, Thou Uncommon Noun (1978) (ISBN 0-517-53511-4)
- Say it My Way: How to avoid certain pitfalls of spoken English together with a decidedly informal history of how our language rose (or fell) (1980) (ISBN 0-14-005733-1)
- Another Almanac of Words at Play (1981) (ISBN 0-233-97288-9)
- The Wars of the Words (1980)
- A Children’s Almanac of Words at Play (1982) (ISBN 0-340-34852-6)
- Have A Word on Me: A Celebration of Language (1984) (ISBN 0-671-25255-0)
- Espygrams: Anagram Verse (1982) (ISBN 0-517-54598-5)
- Word Puzzles: Anagrams from America’s Favorite Logophile (1983) (ISBN 0-934878-31-5)
- The Garden of Eloquence: A Rhetorical Bestiary (1983) (ISBN 0-06-181256-0)
- Espygrams II: 80 New Anagram Verses (1984) (ISBN 0-517-54757-0)
- Words to Rhyme With (1986) (ISBN 0-8160-4313-2)
- The Word’s Gotten Out (1989) (ISBN 0-517-07940-2)
- Skullduggery on Shoalwater Bay (1998)
- The Best of An Almanac of Words at Play (1999) (ISBN 0-87779-145-7)